# Epacrophis boulengeri
Epacrophis boulengeri — вид змій родини струнких сліпунів (Leptotyphlopidae). Ендемік Кенії. Вид названий на честь британсько-бельгійського зоолога Джорджа Альберта Буленджера.

## Поширення і екологія
Epacrophis boulengeri мешкають на островах Ламу і Манда в архіпелазі Ламу. Вони живуть в східноафриканських прибережних лісах і чагарникових заростях, серед опалого листя і ґрунту. Ведуть риючий спосіб життя. Відкладають яйця.